# Велижское дело
Велижское дело — одно из наиболее известных в России ложных обвинений евреев в ритуальных убийствах. Возникло в мае 1823 года и завершилось в январе 1835 года.
К этому времени в связи с многочисленными неподтверждёнными обвинениями против евреев император Александр I 6 марта 1817 года распорядился не возбуждать обвинений против евреев в ритуальных убийствах.
Тем не менее, по навету власти арестовали более 40 велижских евреев, которые провели в тюрьме 9 лет, четверо из них умерли в заключении.
Обвинение активно поддерживал генерал-губернатор князь Николай Хованский. Решающую роль в разоблачении кровавого навета сыграл председатель департамента гражданских и духовных дел Государственного совета граф Николай Мордвинов.

## Предыстория
28 февраля 1817 года император Александр I по итогам «Гродненского дела», издал распоряжение, запрещающее возводить на евреев кровавый навет.
В 1822 году живописец Александр Орловский по заказу католиков Велижа написал картину «Жиды, выцеживающие кровь из тела замученного ребёнка». Одному из изображённых им евреев Орловский придал портретное сходство с известным жителем Ленчицы. Картина была выставлена на фасаде местной церкви. По жалобе евреев власти сняли картину, однако в марте 1823 года Орловский написал ещё один вариант того же сюжета и вновь изобразил на нём ленчицких евреев, включая раввина. На этот раз из-за протестов местных христиан картину снять не удалось.

## Обвинение
Через несколько недель после истории с картиной, в первый день христианской пасхи 22 апреля 1823 года в Велиже y Агафьи Ивановой исчез трёхлетний сын Фёдор; спустя несколько дней он был найден за городом мёртвым, он был заколот. Вот как описывается найденный труп мальчика в сборнике «Разыскание об убиении евреями христианских младенцев и употреблении крови их»:

«По всему телу были накожные ссадины, будто кожу сильно чем-нибудь терли; ногти были острижены вплоть до тела; по всему телу множество небольших ран, будто проткнутых гвоздём; синие, затекшие кровью ноги доказывали, что под коленами положена была крепкая повязка; нос и губы приплюснуты, также от бывшей повязки, которая оставила даже багровый знак на затылке, от узла; а, наконец, над мальчиком произведено было еврейское обрезание».

После обнаружения тела пошли слухи, что Фёдора убили евреи. Мать ребёнка заявила следователям, что пьяная нищая проститутка Марья Терентьева и «больная девка» Еремеева с помощью гадания сообщили ей до нахождения тела, что сын находится «в доме еврейки Мирки». Отец и тётка погибшего также высказали подозрения в отношении евреев.
Этих заявлений оказалось достаточно, чтобы направить следствие исключительно против евреев, причём не конкретных подозреваемых, а еврейской общины в целом.

## Местное следствие
Был произведён безрезультатный обыск в доме престарелой Мирки Аронсон и её семьи, в состав которой входили дочь Славка с мужем, Шмеркой Берлиным, сын последних Гирша, с женою Шифрой, и их дочь Лайка, замужем за Янкелем-Гиршой Аронсоном. Затем Терентьева показала, что видела, как мальчика Фёдора вела за руку Ханна Цетлин, содержательница шинка; последняя была женой ратмана городского магистрата, зажиточного коммерсанта, занимавшего почётный пост погребального старосты. Хотя христианки-соседки и отрицали, что кто-либо из евреев вёл ребёнка, полиция поверила именно Терентьевой, и под подозрение попал сам Цетлин. К ответственности были привлечены также приехавшие незадолго в Велиж к Берлину некий Иосель Гликман и его 15-летний спутник.
Следствие велось с нарушением прав еврейского населения; вопреки закону, к следственному производству не был допущен еврейский представитель. Важной уликой являлись следы брички, подъезжавшей к месту, где лежал труп, а так как в день, когда тело было обнаружено, в город приехал ксёндз Серафимович, евреи настояли, чтобы его бричку обследовали. Это вызвало сильное возмущение христиан, а Серафимович счёл обследование брички «для себя и всего христианского духовенства крайне обидным».
15 декабря 1823 года полиция представила следственный материал городовому магистрату, который совместно с поветовым судом должен был расследовать дело ο всех упомянутых евреях и солдатке Терентьевой. В это время, под надуманным предлогом второй еврей, заседавший в магистрате, был также отстранён от обсуждения, и еврейская община снова осталась без защитника. В отсутствие улик суд не смог осудить обвиняемых; он освободил Берлиных от «суждения и взыскания», a Ханна Цетлин и Гликман были оставлены в «сильном подозрении», причём последний был арестован впредь до рассмотрения дела в высшей инстанции.
Местный суд, вопреки распоряжению императора от 6 марта 1817 года не возбуждать обвинений против евреев в убийствах с ритуальной целью, заявил в своей резолюции: «Как христианам к убийству его (ребенка) никаких поводов не было, тем паче, что сей мальчик денег не имел, то и полагать надобно, что сделано таковое из недоброжелательства к христианам евреями, и таковое умерщвление мальчика необыкновенным образом отнесть следует на евреев; токмо кто именно причиною — не дойдено, a потому смерть его… предать воле Божией, умерщвление же оставить в сомнении на евреев».
Однако 1-й департамент Витебского главного суда, опираясь на юридические требования, 22 ноября 1824 года постановил оставить привлеченных евреев «без всякого подозрения» и приговорил лишь Терентьеву «за блудное житие» к церковному покаянию. Вместе с тем, суд предписал вновь расследовать дело об убийстве Федора. Но и при повторном следствии убийца найден не был, и дело было прекращено.

## Расследование Страхова и Хованского
Тем не менее, информация о событиях в Велиже дошла до столицы и до самого императора Александра I. Эта тема по указанию императора обсуждалась генерал-губернатором князем Николаем Хованским и начальником Главного штаба Дибичем.

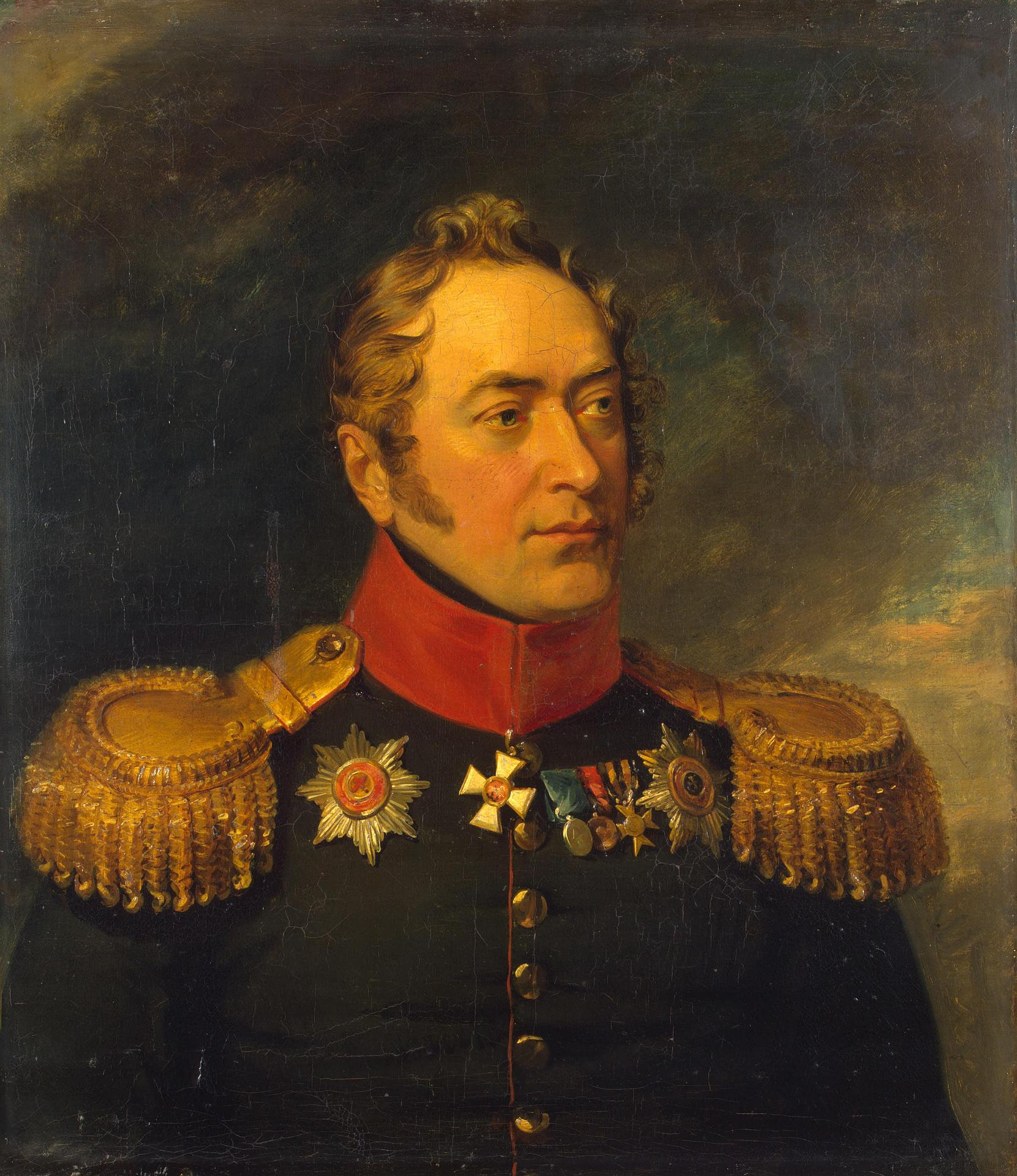
Генерал-губернатор Николай Николаевич Хованский

Осенью 1825 года при проезде императора через Велиж Терентьева, назвавшая себя солдаткой-вдовой, подала жалобу, что её сын (хотя погибший не был её сыном) умерщвлён евреями и что её просьбы не только не удовлетворены, но она ещё была в заключении. Император, как будто забыв собственное указание относительно ритуальных убийств, распорядился заново расследовать дело и уведомить его о результатах.
Хованский поручил произвести следствие чиновнику для особых поручений при генерал-губернаторе — надворному советнику Страхову. Вместо расследования Страхов занялся фальсификацией дела.
Прежде всего он арестовал Терентьеву, чтобы всецело подчинить её своему влиянию. 19 ноября она поступила в тюрьму, a 22-го заявила, что сама совместно с солдаткой Авдотьей Максимовой, в течение 19 лет служившей y Цетлиных, принимала участие в убийстве, организованном евреями. Она рассказала потрясающие подробности ο том, как евреи источили y ребёнка кровь, и в конце, не зная или забыв, что ребёнок был найден в лесу, сообщила, что они с Максимовой бросили его с камнем в воду.
Максимова и её дочь Желнова были арестованы. Показания Максимовой также носили характер фантасмагории, но все это было не то, что говорила Терентьева, и Страхову стоило много труда согласовать в следственной комиссии путём очных ставок фантастические рассказы невежественных женщин, бессильных воспринять то, что им подсказывали. Они и в дальнейшем беспрестанно противоречили самим себе и друг другу, нагромождая все новые страшные подробности. Они оговорили и прислугу Мирки Аронсон, Прасковью Козловскую, но последняя отрицала все. Чтобы вызвать к себе доверие женщин, Страхов счёл необходимым «хорошее с преступницами обращение, порядочное продовольствие… часто посылая в церковь для слушания божественной литургии и священническими увещеваниями возбуждая в них чувство раскаяния». И тогда сытые, праздные женщины стали ещё более фантазировать, одна дополняя другую. Ясно было, что каждую из них своевременно осведомляли ο том, что говорила другая. Начались аресты среди евреев. 8 апреля 1826 года первыми были посажены в тюрьму 50-летняя Ханна Цетлин и 54-летняя Славка Берлин. Затем постепенно последовали свыше сорока других евреев, среди коих все члены семейств Цетлиных и Берлиных. Позже, по другим процессам, связанным с Велижским делом, были арестованы ещё многие другие лица.
Евреи знали, что важную роль в распространении навета сыграли учитель Петрица и сапожник Азадкевич, который за разные преступления был лишён чести и подвергнут телесному наказанию. При первом известии ο найденном трупе ребёнка Петрица «выпустил в народ» книгу, говорившую об употреблении евреями христианской крови, a Азадкевич стал разглашать, что Фёдор убит евреями; когда же начали арестовывать евреев, он усилил свою агитацию. Евреи обращались к властям с просьбами об обуздании Азадкевича, но никто не обратил внимания на ходатайства. Страхов доносил обо всем, что узнавал, Хованскому, который в свою очередь сообщал это в Петербург. Между тем арестованные евреи упорно отрицали свою вину на допросах и очных ставках, на которых доносчицы оскорбляли их. Тогда, чтобы лишить показания евреев всякой силы, Страхов постарался убедить кн. Хованского, что обвинение в ритуальных преступлениях может быть предъявлено ко всем евреям.
16 августа 1826 года Хованский представил в докладе новому императору Николаю I велижское событие как преступление, содеянное евреями по требованию религии. Николай, ознакомившись с докладом, приказал: «…так как оное происшествие доказывает, что жиды оказываемою им терпимостью их веры употребляют во зло, то в страх и пример другим жидовские школы в Велиже запечатать впредь до повеления, не дозволяя служить ни в самых сих школах, ни при них».
Вместе с тем император повелел «непременно доследовать» событие. Этот успех ободрил Страхова и Хованского, и они направили свои изыскания в глубь еврейской жизни, в которой хотели во что бы то ни стало найти улики ритуального навета. По указанию Страхова Хованский обратился к министру внутренних дел с просьбой истребовать акты аналогичного Ленчицкого процесса 1639 года, дабы, побуждая евреев к сознанию, Страхов мог действовать на них «доказательствами, решением подобного дела утверждёнными, что злодеяния сего рода им обыкновенны». С целью добиться признания, арестованных стали подвергать физическому воздействию, но те упорно отрицали свою вину, a доносчицы даже решились заявить, будто евреи обратили их в свою веру. Жалобы родственников заключённых дошли до государя, и в марте 1827 года он распорядился дать без малейшего отлагательства законный ход следственному делу, ввиду чего оно должно было поступить в надлежащее судебное учреждение.

## Вмешательство Сената
Одновременно, усомнившись в беспристрастии следственной комиссии (в Петербурге за велижцев хлопотал муж сестры Славки, Гирша Брауда), государь приказал дать заключённым возможность представить Сенату жалобы на «пристрастия» и, потребовав, чтобы прокурор следил за ходом дела, напомнил ο необходимости придерживаться вышеупомянутого высочайшего повеления 1817 г. Кроме того, государь приказал, чтобы приговор не был приведён в исполнение до представления его ему через Сенат. Но все это не изменило направления дела, так как, пользуясь поддержкой Хованского, Страхов был всесилен.

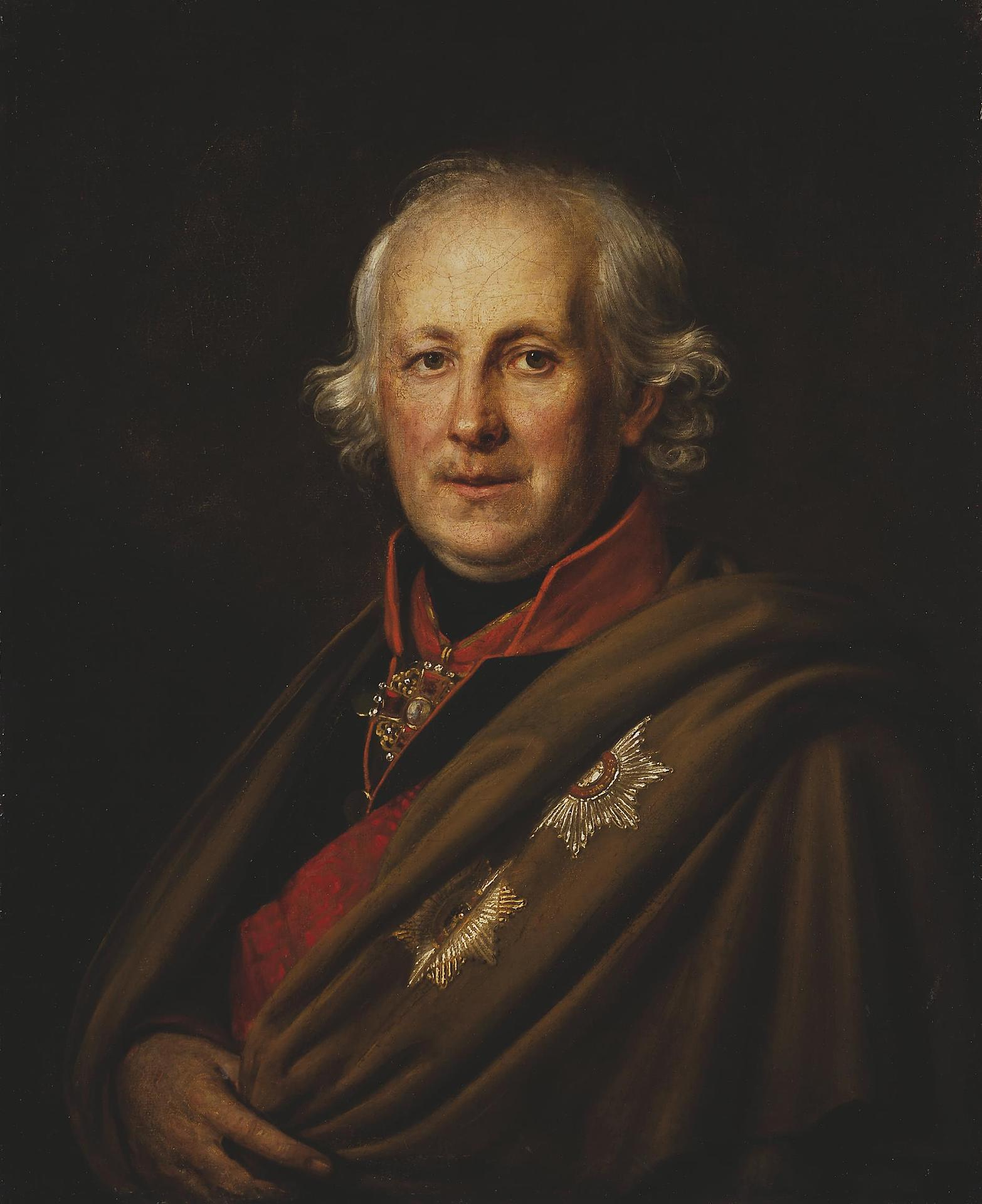
Председатель департамента гражданских и духовных дел Государственного совета Николай Мордвинов

Тогда евреи обратились к графу Николаю Мордвинову, который занимал пост председателя департамента гражданских и духовных дел Государственного совета. Ему подробно рассказали обо всем, сообщили ему, между прочим, ο трагической кончине в тюрьме закованного в кандалы 13-летнего Янкеля Аронсона. Эта записка в копии, без подписи жалобщиков, была доставлена государю, и вследствие положенной на ней резолюции «послать Ф. А. для смотрения за порядком следствия и донесть, что откроет», в Велиж прибыл флигель-адъютант полковник Павел Шкурин. Но уже спустя несколько дней стало ясно, что он подпал под влияние Страхова.
Самые разительные противоречия в показаниях свидетельниц совершенно не остановили на себе его внимания, даже то, что доносчицы приурочивали некоторые действия евреев к тому времени, когда они уже давно сидели в тюрьме. Это должно было придать смелости доносчицам, и они продолжали развёртывать с мельчайшими подробностями потрясающие картины «источения крови» и других мнимых преступлений евреев. Они заявили, что сами возили с евреями бочонок крови убитого ребёнка в Витебск и Лезну, где кровь разлили по бутылкам, a напоследок показали, что кровь лили в мацу. Это было то, к чему стремился Страхов в течение целого года. Теперь оставалось привести свидетельниц к единогласному показанию, что и было вскоре сделано. Все то, в чём они сначала противоречили друг другу, оправдываясь «запамятованием», Терентьева и Максимова через год ясно вспомнили, хотя сами признавались, что находились во время этих событий в пьяном состоянии — обстоятельство, особенно впоследствии подчеркнутое Мордвиновым, приписавшим это постороннему влиянию. Это воздействие не исходило от Страхова. Злой гений велижской драмы, веривший в кровавый миф, Страхов был сам обманут. Доносчиц вдохновляли Азадкевич, с которым они встречались по дороге в церковь, и священник Тарашкевич, к которому их посылали на увещевание. Азадкевич имел книгу, в которой описывались мнимые преступления евреев, и он часто бывал у Страхова. Страхов же, уверенный, что христианки рассказали ему ещё не все ο преступлениях, которые они совершили с евреями, угрозами и обещаниями побуждал тёмных женщин говорить то, что им подсказывали, a затем всяческими средствами пытался создать из противоречий нечто цельное и внешне правдивое. A так как евреи не сознавались, то он считал достаточными против них уликами то, что они бледнели на допросах или падали в изнеможении, слушая страшную болтовню доносчиц.
Между тем, получив разнообразные жалобы евреев, Сенат потребовал восстановления целого ряда правонарушений, допущенных Страховым и Хованским, и, а том числе, участия еврейского депутата в следствии, но по ходатайству Хованского государь в сентябре 1827 года повелел, чтобы Сенат оставил всё дело Хованскому и Шкурину. К этому времени доносчицы успели ошеломить арестованных евреев новыми «признаниями», заключавшимися в том, что они будто совершили с евреями целый ряд убийств с ритуальной целью ещё до велижского события, причём их жертвами пали и дети, и взрослые. И опять эти женщины противоречили себе самим и друг другу, но постепенно, руководимые тайными сообщниками, приходили к более схожим показаниям. Однажды «после священнического увещевания над Евангелием, при зажжённых свечах, долго лежавшая ниц на полу Терентьева» раскрыла новое «преступление»: она вместе с Максимовой похитили Св. Тайны и отдали их евреям, которые и надругались над ними (это описывалось в книге Азадкевича).
О новых, никому не ведомых жертвах изуверства евреев было доложено императору Николаю I, и он 16 октября 1827 года наложил резолюцию, которая свидетельствует, что он близко подошёл к истине: «Надо непременно узнать, кто были несчастные сии дети. Это должно быть легко, есть ли всё это не гнусная ложь». Некоторые относящиеся к этому времени резолюции государя по Велижскому делу указывают, что он усомнился в правильности действий комиссии и самого Хованского; он даже приказал Шкурину одному, без комиссии, расследовать дело об умерщвленных детях; тем не менее, когда Хованский предложил государю поручить комиссии произвести расследование по всем показаниям христианок, государь согласился и повелел «строжайше исследовать все до корня». И опять, таким образом, все осталось в руках Страхова. Два члена комиссии и Шкурин поспешили отправиться с доносчицами в Витебск и Лезну, где будто происходила разливка крови, но им пришлось убедиться, что женщины лгали. Известие ο Велижском процессе и его направлении быстро распространилось в губернских бюрократических сферах, и вскоре были возобновлены в Вильне и Гродно старые дела, вызванные наветом; между прочим, и то дело, по поводу которого состоялся высочайший указ 1817 года не обвинять евреев в ритуальных убийствах.
В это время следственная комиссия и её глава Страхов узнали, что ни трупы детей, об умерщвлении которых сообщала Терентьева, ни их родные не найдены — все оказалось, говоря словами резолюции государя, «гнусной ложью». Однако следствие все же продолжалось, и Хованский по-прежнему представлял донесения с прежними голословными утверждениями в виновности евреев. Тогда чаша терпения государя переполнилась, и 5 августа 1829 г. начальник штаба уведомил Хованского, что по ознакомлении с его докладом от 23 июля «государь император, не видя, чтобы следствие, столь долго уже продолжающееся, приближалось к концу, и замечая, что комиссия наиболее основывает свои заключения на догадках, на толковании припадков и отменных движений обвиненных при допросах и очных ставках и на показаниях обвинителей, не получив ни одного признания от томящихся долговременно в неволе обвинённых, опасается, что комиссия, увлечённая своим усердием и некоторым предубеждением противу евреев, действует несколько пристрастно и длит без пользы дело. Посему Его Величеству угодно, чтобы кн. Хованский представил теперь своё мнение ο сем деле, ο причинах, кои он имеет полагать, что преступление, евреям приписываемое, действительно учинено, и, наконец, уверен ли он, что комиссия точно действует правильно и беспристрастно». В виде ответа Хованский отправил 2 октября 1829 г. государю обширную записку, составленную комиссией, и тогда дело поступило в Сенат. Кн. Хованскому было предложено по приведении бумаг в порядок доставить их министру юстиции.
В конце марта 1830 года внезапно скончался Страхов; возможно, что он не перенёс открывшегося перед ним обмана. Хотя с передачей дела в Сенат миссия Хованского была завершена, он всё-таки продолжал собирать «улики» против подсудимых. 1 августа 1830 года он просил обер-прокурора Священного синода найти сведения ο младенце Гаврииле, якобы замученном в 1690 году евреями, мощи которого хранились в монастыре близ Слуцка.

## Обвинение Грудинского
В это же время стали появляться, как обычно в таких делах, ренегаты-доносчики. Некий выкрест, Антон Грудинский, в августе 1828 года заявил, что существует одна еврейская книга, говорящая ο пролитии крови; ему предъявили все книги, отобранные у евреев, когда они ввиду закрытия синагоги молились в корчмах; одну из них Грудинский признал за искомую и стал её переводить. Шкурин поспешил сообщить в Петербург ο находке «таинственной рукописи, скрываемой многие столетия под непроницаемой завесой», и государь приказал Шкурину лично привезти рукопись и доставить Грудинского.
Но вызванный из Мстиславля для удостоверения перевода крещеный еврей, ксёндз Паздерский, хотя и подтвердил, что евреи употребляют христианскую кровь, признал перевод Грудинского совершенно ложным: книга заключала правила об убое скота; а между тем Грудинский успел нарисовать на книге инструменты, которыми евреи будто пользуются при источении крови. Решено было распечатать синагогу и пересмотреть оставшиеся там книги, но и в них ничего преступного не нашли. Тогда Грудинский заявил, что он сам, будучи в еврействе, совершал со своими родственниками убийства с ритуальной целью. Это показание могло бы дать обильную пищу для комиссии Страхова, но государь возложил расследование по этим преступлениям на офицера корпуса жандармов, без всякого участия Страхова и Шкурина.
Офицер, производивший следствие по показаниям Грудинского, обнаружил, что все сказанное им об убийствах — сплошной вымысел, в чём вслед за тем сознался и сам Грудинский, объяснив свой поступок желанием заработать. 26 марта 1830 года император распорядился сдать Грудинского в солдаты.

## Рассмотрение в Сенате
Кроме следственного производства (некоторые важные акты были утаены), из комиссии в Сенат поступил также «исторический» и вообще литературный материал — выписки Паздерского из еврейских книг и из клеветнических произведений, будто бы свидетельствовавшие ο глубокой безнравственности еврейского народа и пролитии им христианской крови. И впечатление, которое произвёл этот материал на сенаторов, должно было усугубиться, когда киевский митрополит Евгений, прислав выписки из клеветнической книги Пикульского, аттестовал её как заключающую «доказательства об умерщвлении жидами христианских детей». Кровавый навет произвёл такое впечатление, что почти все сенаторы 2 отделения V департамента высказались (1 декабря 1831 года) в пользу обвинения.
Ещё худшее произошло в общем собрании ΙV, V и Межевого департамента Сената (январь 1833 г.): все сенаторы признали подсудимых заслуживающими суровой кары. К счастью, возникло разногласие по поводу меры наказания (быть может, некоторые сенаторы преднамеренно поддерживали это разногласие, чтобы дать делу дальнейший ход), и тогда исправляющий должность товарища министра юстиции, статс-секретарь граф Виктор Панин, взял на себя рассмотрение процесса. Сосредоточив своё внимание на судебной стороне дела, оставаясь все время на юридической почве, Панин убедительно доказал несостоятельность обвинения и потребовал немедленного освобождения евреев от суда и следствия. Записка Панина произвела впечатление на общее собрание Сената: из 20 сенаторов, присутствовавших в заседании 15 сентября 1833 года, 13 присоединились к ней, но остальные отвергли предложение Панина.

## Рассмотрение в Государственном совете и оправдание обвиняемых
Ввиду нового разногласия дело поступило на рассмотрение Государственного совета, и это дало возможность графу Николаю Мордвинову, как председателю департамента гражданских и духовных дел, непосредственно воздействовать на судьбу процесса. В пяти заседаниях департамента (май-октябрь 1834 г.) он подробно ознакомил своих коллег по департаменту с этим сложным и громоздким делом. Не ограничившись, подобно Панину, опровержением юридической аргументации, на которых следственная власть построила своё обвинение, Мордвинов однозначно заявил, что евреи стали жертвой заговора омрачённых предубеждением и ожесточенных фанатизмом следователей во главе с князем Хованским.
Члены департамента полностью согласились с Мордвиновым, и тогда от имени департамента была составлена соответствующая записка. Указав, что дело в том виде, в каком оно представлено Хованским императору и Сенату, заключает в себе не частный вопрос ο велижском событии, a общий вековой вопрос об употреблении христианской крови, Мордвинов заявил, что, имея право привести одно лишь заключение департамента, без мотивов, он находит нужным ввиду громадной важности дела изложить «единственно для доведения до высочайшего сведения» также рассуждения и замечания департамента. Приведя целый ряд обстоятельств, рисовавших действительную картину навета, Мордвинов пришёл к твёрдому заключению, что они «обнаруживают один замысел оговорить евреев, в который по какому-то сильному влиянию вовлечены христианки, для вернейшего достижения своей цели принявшие на себя участие в убийстве», a затем, разобрав показания доносчиц, он удостоверил, что «обвинение евреев в ужасных преступлениях имело источником злобу и предубеждение и было ведено под каким-то сильным влиянием, во всех движениях дела обнаруживающимся». И чтобы связать эти преступные действия с именем Хованского, Мордвинов привёл из его докладов уверения, что комиссия вела дело вполне правильно.
Записка Мордвинова сыграла решающую роль. Общее собрание Государственного совета, рассмотрев её (заседания 15, 17 и 20 декабря 1834 года и 3 января 1835 года), стало на точку зрения Мордвинова, подчеркнув, что в докладах Хованского древнее «против евреев предубеждение решительно уже признаётся достоверным и принимается в основу всего мнения». Государственный совет постановил евреев-подсудимых освободить, a с клеветниками поступить согласно предложению департамента (ссылка в Сибирь и проч.). Вместе с тем Государственный совет поручил министру внутренних дел подтвердить в губерниях с еврейским населением известное высочайшее повеление 1817 года о запрёте обвинений в ритуальных убийствах. 18 января 1835 года резолюцией «Быть по сему» император утвердил мнение Государственного совета. Тем не менее, при этом он заметил, что не убеждён в невиновности евреев.

## Итоги процесса
За девять лет в тюрьме обвиняемые проявили героическое самообладание, под давлением и пытками не признавая ложного обвинения. Переписка, которую они вели с внешним миром — на лучинках, клочках бумаги и прочем, — и которую следователи перехватили, рисует ту потрясающую трагедию, которую различно переживали обвиняемые. Не все, однако, арестованные дожили до дня освобождения. Так, кроме Янкеля Аронсона, Шмерка Берлин, его зять Гирша и невестка Шифра умерли в тюрьме.
По мнению Е. Ф. Грекулова особую роль в обвинении сыграли религиозные деятели: минский архиепископ Анатолий, киевский митрополит Евгений, местный священник Тарашкевич и ксёндз Паздерский.
Для того чтобы понять возможность такого процесса, надо вспомнить, что юридически образованных людей в то время было очень мало; контроль над судами сосредоточивался в руках губернаторов, и вообще суды находились под сильным влиянием администрации. Дела разрешались исключительно на основании документов; приговоры выносились по чисто формальным основаниям; производство тянулось десятилетиями; при следствии, вопреки закону, подсудимые подвергались истязаниям; защиты не существовало вовсе. Благодарные Мордвинову велижские евреи ввели в одну из своих молитв дополнительный стих: «И да будет Мордвинов помянут к добру».
Велижское дело привлекло к себе широкое общественное внимание. Юношеская трагедия Михаила Лермонтова «Испанцы» написана под впечатлением Велижского дела. В «Испанцах» Лермонтов выступил с оправданием еврейского народа, изображая его морально чистым и душевно возвышенным, несмотря на жестокие унижения. Так же расследование Велижского дела подробно описано в «Разыскании об убиении евреями христианских младенцев и употреблении крови их». Велижскому делу посвящён исторический роман «Хаим-да-Марья» Семена Резника.